# Qu Qiubai
Qu Qiubai (ur. 29 stycznia 1899, zm. 18 czerwca 1935) – chiński publicysta i tłumacz, działacz komunistyczny.
W latach 1920–1922 przebywał w Związku Radzieckim, po powrocie do Chin wstąpił do nowo powstałej Komunistycznej Partii Chin. Od 1923 roku był członkiem Komitetu Centralnego. W 1927 roku po ustąpieniu Chen Duxiu został sekretarzem generalnym KPCh. Stanowisko to zajmował do 1928 roku, kiedy to został usunięty po nieudanej próbie powstania w Kantonie. Po usunięciu ze stanowiska ponownie udał się do ZSRR, gdzie przebywał do 1930 roku. Oskarżony o błędy lewackie i zmuszony do samokrytyki. Po powrocie do ojczyzny założył Ligę Pisarzy Lewicowych. Nie wziął udziału w Długim Marszu, pozostając w prowincji Jiangxi. Schwytany przez żołnierzy Kuomintangu został stracony.
Był współtwórcą systemu transkrypcji języka chińskiego Latinxua sin wenz. Przetłumaczył także na język chiński tekst Międzynarodówki.